# Mathias Vergels
Mathias Vergels (* 24. April 1992 in Ukkel) ist ein belgischer Schauspieler und Musiker.

## Leben
Mathias Vergels studierte an der Kunsthumanoria in Antwerpen. Er war zunächst im Kindertheaterstück Wolf en Hond von Johnny De Meyer in der Hauptrolle zu sehen, welches 2010 den Kinderjurypreis des Spekken-Kindertheaterfestivals gewann. Seine ersten kleinen Rollen als Filmschauspieler hatte er 2010 im Film Bo von Hans Herbots und 2011 in der Fernsehserie Pieter Aspe – Mord in Brügge. 2011 erhielt er neben Jelle Florizoone die Hauptrolle im Film Noordzee, Texas von Bavo Defurne, in dem er einen schwulen Jugendlichen spielte. In der Seifenoper Thuis spielt er seit 2012 die Figur des Lowie Bormans. 2012 war er ferner in den Filmen Mixed Kebab von Guy Lee Thys und Allez, Eddy! von Gert Embrecht sowie in einer Folge der Fernsehserie Parade’s End – Der letzte Gentleman zu sehen. Auch in einer Folge der Fernsehserie Binnenstebuiten spielte Vergels 2013 mit.
Neben seiner Schauspieltätigkeit ist Vergels als Sänger und Gitarrist Teil der Band The Village. Er lebt in Sint-Genesius-Rode.

## Diskografie
Album
- Waar is Mathi? (2020)

Singles
- Margherita (2017)
- Hotel Mama (2017)
- Wij alleen (2019)
- Helena (2019)
- 1 keer voor altijd (2019)
- 2 (Zo mag het verdergaan) (2020)

## Filmografie
- 2010: Bo
- 2011: Noordzee, Texas
- 2011: Pieter Aspe – Mord in Brügge (Fernsehserie, Folge Angel Dust) – Regie: Kurt Vervaeren
- 2012: Mixed Kebab
- 2012: Allez, Eddy!
- 2012: Parade’s End – Der letzte Gentleman (Fernsehserie, Folge 5) – Regie: Susanna White
- 2012–2014: Thuis (Fernsehserie)
- 2013: Binnenstebuiten (Fernsehserie, Folge Eenzaam op het veld) – Regie: Frank Tulkens
- 2015: De Bunker (Fernsehserie, Folgen De Mol und Blac Bloc) – Regie: Pieter Van Hees bzw. Jan Verheyen